# タモリ・たけし・さんまBIG3 世紀のゴルフマッチ
『タモリ・たけし・さんま BIG3 世紀のゴルフマッチ』（タモリ・たけし・さんま ビッグスリー せいきのゴルフマッチ）は、1988年から1999年にかけてフジテレビ系列で正月（1月1日または1月3日）の夕方から夜にかけて放送されていた、ゴルフをメインとしたバラエティ番組・新春特別番組である。ステレオ放送、文字多重放送を実施していた。
通称は「ゴルフマッチ」「BIG3ゴルフマッチ」「世紀のゴルフマッチ」「BIG3ゴルフ」。
お笑いタレントのビートたけし・明石家さんま・タモリのいわゆる『BIG3』3名の冠番組である。

## 番組概要

### 『お笑いBIG3』の共演
お笑いタレントの大御所である「BIG3」（ビートたけし、明石家さんま、タモリ）が、関東地方近県（箱根、筑波山周辺など）のゴルフ場を舞台に、9ホールのストロークプレーを展開する番組である。ただし単なるプレーでは面白くないため、各ホールに様々なアトラクションを用意し、エンターテインメント性を重視した対決とした。1988年の番組放送開始当初は通常のホール（ノーマルホール）も多数存在したが、放送回数を重ねるごとにアトラクションの難易度や種類がエスカレートしていく。
司会進行は「BIG3を唯一操れる存在」とも言われた逸見政孝（元フジテレビアナウンサー）を迎えたが、1993年12月に逸見が胃がんによる療養の末に逝去する。1994年および1996年からは逸見の後輩にあたる川端健嗣（フジテレビアナウンサー）が司会進行を担当した。また、ナレーターは1988年の第1回から関根勤、1991年（第3回）と1994年（第6回）は松尾伴内が担当した。
当初の番組タイトル名は『タモリ・たけし・さんま BIG3ゴルフマッチ』だったが、1989年に『タモリ・たけし・さんま 世紀のゴルフマッチ』と“BIG3”の表記が一度消えた代わりに“世紀の”の表記が入り、1991年以降は両方とも含まれた『タモリ・たけし・さんま BIG3 世紀のゴルフマッチ』と変更された。最末期の1998年・1999年は『タモリ・たけし・さんま BIG3 世紀のゴルフマッチ'98』『タモリ・たけし・さんま BIG3 世紀のゴルフマッチ'99』と年号が入る。

### 番組内容
1988年（第1回）は、早朝の集合時間（AM6:30）に対するタモリの愚痴から始まった。これはBIG3のスケジュール調整が困難を極めたことによるものであるが、BIG3全員が多忙の中、ゴルフ場で一堂に会せたことには全員が驚き、「奇跡みたいな番組」（タモリ）、「（一堂に会する事は）夜明けとの勝負」（たけし）、「こんな組み合わせはもう有り得ない。この3人、会わそう思うたら会わせられるんですねぇ」（さんま）と発言し、逸見も「やれば出来るんです!」と返答するなど、この番組がのちに正月恒例の名物番組へ進化することは誰もが予想していなかったことがうかがえる。
タモリが6連覇を達成する一方で、さんまは一度も優勝したことが無い。1999年（第10回）のオープニングで川端から指摘されると、さんまは「優勝の事を言うのならこっちは文句有りまっせ!おたくの英語禁止ホール、アホみたいにしゃべらんと、一人だけ真面目に…」とタモリに発言し、この回は最後まで優勝争いに加わって優勝寸前まで行くが、最終的にタモリに敗れた。
番組のもう一つの特徴として、関根勤によるナレーションがある。基本的にコースの説明以外は大半が関根のアドリブで語られ、VTR中の三人の行動（特にさんま）にツッコミを入れたり、ナイスプレーの際には持ち上げたりと、番組の盛り上がりに一役買った。
エンディングでは表彰式が行われ、豪華賞品が贈呈される。1999年（第10回）は特に豪華とされ、以下の商品が贈呈された。また、参加賞としてからくり時計、ズワイガニ、お酒などが贈呈された。
- 優勝者（第1位）：記念トロフィー、副賞としてプラズマテレビ
- 真ん中賞（第2位）：記念トロフィー、副賞として電動自転車、ゴルフウェア
- ブービー賞（第3位）：記念トロフィー、副賞として温泉旅館の宿泊券、天体望遠鏡、ぬいぐるみ

#### 英語／日本語禁止ホール
番組最大の名物と言っても過言ではないのが「英語／日本語禁止ホール」である。
このホールでは、英語または日本語が話せないBIG3による珍表現（英語禁止の例：「ナイス入り」、「大橋巨泉ギフトショップ」）や、英語禁止ホールではゴルフ用語を強引に日本語へ言い換えたものが続出した。さんまはこのホールが大の苦手で、タモリや逸見による言葉巧みな誘導によって発言し、それを複数回繰り返してペナルティーを重ねたり、タモリ・たけしを誘導しようとして逆に自爆してしまい、相当なハンデとなっていた。たけしはさんまと異なり、逸見らの誘導によるペナルティーや他人への誘導により逆に自爆することはあまり無かったものの、打った後の油断などから誰も誘導していない関係無い場面で勝手に自爆する事がさんま以上に多く、そちらでペナルティーを重ねてしまった。一方でタモリは「頭の中で一度考えてから喋ればいい」という持論の元、ほとんど自爆することが無く、ペナルティーを連発する2人とは対照的だった。それでも油断から自爆することがあり、その際はかなり悔しがる仕草も見せていた。
珍表現の例
- 1番ウッド→「1番木」
- 5番アイアン→「5番鉄」
- バンカー→「砂場」
- サブグリーン→「副緑（ふくみどり）」または「補助緑（ほじょみどり）」

この「英語禁止ホール」は1988年（第1回）から始まったが、さんまの「大活躍」によって予想以上の盛り上がりとなり、以後は番組に欠かせない名物ルールとなった。

## 出演者

### BIG3
- タモリ
- ビートたけし
- 明石家さんま

各人にはそれぞれにイメージカラーが与えられており、タモリは赤色、たけしは緑色、さんまは青色であった。

### 司会進行
- 逸見政孝（元フジテレビアナウンサー[注釈 3]、1993年（第5回）まで）
- 川端健嗣（フジテレビアナウンサー、1994年（第6回）より）

逸見は番組の進行役の他に、3人へのツッコミ役としても実力を発揮し、本番組だけでなく『FNS27時間テレビ』内のBIG3企画に欠かせないホスト役として「BIG3+1」とも言える名物的存在となるが、結果的には逸見の逝去がこの企画の失速につながった。また、逸見自身もゴルフが趣味の一つであるため、各ホールやプレーの状況説明も的確だった。

### ナレーター
- 関根勤（第3回、第6回を除く）
- 松尾伴内（第3回、第6回）

## 各年の放送回・タイトル・番組行われたホール

### 第1回（1988年）『タモリ・たけし・さんま 世紀のゴルフマッチ』
ホールごとの得点ではなく、打数の少なさで競う。ハンデはタモリ：9、たけし：0、さんま：3。じゃんけんの結果、タモリはクラブ所属のプロゴルファー、たけしは2ヶ月目の新人キャディー、さんまはベテランキャディーが付く。
| ホール | パー | コース内容 | タモリ打数 （ペナルティー） | たけし打数 （ペナルティー） | さんま打数 （ペナルティー） |
| ------ | ---- | --- | --------------------------- | --------------------------- | --------------------------- |
| 1      | 4    | | 9                           | 7                           | 6                           |
| 2      | 3    | ホールインワンチャレンジ 賞金1000万円、ニアピン賞1000円が懸けられた。旗が10本立てられ、1000万円の獲得が阻止された。                                                                                               | 8                           | 7                           | 5                           |
| 3      | 4    | | 5                           | 5                           | 4                           |
| 4      | 4    | アイアンホール ホールアウトまでアイアンのみを使用する。 一打目だけアイアンだと思っていたタモリが逸見に抗議し、逸見は「いやあ、これはうっかり!」という名台詞を残した。 タモリ：4番、たけし：5番、さんま：6番を使用 | 6                           | 8                           | 6                           |
| 5      | 5    | | 7                           | 7                           | 7                           |
| 6      | 3    | 英語禁止ホール | 4 （1ペナ）                 | 3 （3ペナ）                 | 7 （12ペナ）                |
| 7      | 4    | | 6                           | 4                           | 5                           |
| 8      | 5    | ドラコンホール | 8                           | 8                           | 10                          |
| 9      | 4    | 変則ドライバーホール じゃんけんの結果、タモリ：通常のドライバー、たけし：短いドライバー、さんま：長いドライバーを使用。                                                                                           | 4                           | 6                           | 5                           |

総合成績
1位：タモリ（13オーバー）、2位：たけし（22オーバー）、3位：さんま（28オーバー）
優勝したタモリには賞品としてゴルフセットとジャケットが贈られたが、ジャケットはみのもんたが当時『プロ野球ニュース』で着用していたものの使い回しだった。

### 第2回（1989年）『タモリ・たけし・さんま世紀のゴルフマッチ』
この年は、唯一18ホールで行われた。打数の少なさで競い、ハンデは無かった。
| ホール | ヤード | パー | コース内容 | タモリ打数 （ペナルティー） | たけし打数 （ペナルティー） | さんま打数 （ペナルティー） |
| ------ | ------ | ---- | --- | --------------------------- | --------------------------- | --------------------------- |
| １     | 370Y   | 4    | ノーマルホール | 7                           | 9                           | 6                           |
| 2      | 159Y   | 3    | ニアピンホール ホールが設定されているが、旗は立てないで打つため、ティーショットを打つときは場所がわからない さんまがニアピン賞を獲得 | 3                           | 5                           | 4                           |
| 3      | 372Y   | 4    | グリーンまでウッドしか使ってはいけない（ワンクラブマッチ） ラフでウッドしか使えず、タモリが茂みに打ち込む、90度右へ飛んでしまう、池に入れてしまうなどトラブル続きとなる。 そのため後々までさんまやたけしから「関越に向かって打つ」「そのまま帰ってしまうのではないか」とからかわれることになる。 タモリが1年間ゴルフをやめるきっかけとなった因縁のホールである。 タモリの第3打では、カメラマンにボールが直撃しこのことも後々語られることになった。 | 16                          | 8                           | 6                           |
| 4      | 374Y   | 4    | ドラコンホール 通常と違い、大会委員長・横澤彪が打ったショットの内側で一番近い人がドラコン賞となる。ただし横澤のショットを超えた場合は1ペナとなる。 さんまがドラコン賞を獲得 | 6                           | 5                           | 5                           |
| 5      | 482Y   | 5    | ロング・ティー使用ホール 全長11.5cm（このうち4.5cmを埋めてよいので、7cmの高さで打つ）のティーを使用して第一打を打つ | 10                          | 7                           | 8                           |
| 6      | 343Y   | 4    | 英語禁止ホール | 6 （0ペナ）                 | 3 （10ペナ）                | 4 （12ペナ）                |
| 7      | 351Y   | 4    | 素振り禁止ホール クラブがボールより前にいくと1ペナ | 6 (0ペナ)                   | 6 (1ペナ)                   | 6 (0ペナ)                   |
| ８     | 148Y   | 3    | ホールインワンチャレンジ ホールインワン賞は1000万円増額されて2000万円に この年は何のルールもなく普通にホールインワンチャレンジが行われた。 | 5                           | 4                           | 3                           |
| 9      | 501Y   | 5    | ノーマルホール このホールでもタモリは、ショットがきちんと当たらず右へと飛んでしまったり、池に入れるなどトラブルとなり、最後にはパッドがホールに蹴られてしまった。 | 14                          | 6                           | 8                           |
| 10     | 411Y   | 4    | 視野狭窄眼鏡使用ホール 3人でじゃんけんして負けた人が視野狭窄眼鏡をかける。タモリが負けた。 | 6                           | 5                           | 5                           |
| 11     | 330Y   | 4    | ノーマルホール | 7                           | 3                           | 4                           |
| 12     | 163Y   | 3    | 日本語禁止ホール | 4 (1ペナ)                   | 6 (8ペナ)                   | 4 (8ペナ)                   |
| 13     | 515Y   | 5    | ノーマルホール | 5                           | 4                           | 6                           |
| 14     | 322Y   | 4    | 足型固定ホール 第1打の足型が固定、じゃんけんで打ちやすいものを選ぶ。 タモリが極端なクローズドスタンス、たけしが極端なオープンスタンス、さんまが極端に広い足幅 | 不明                        | 不明                        | 不明                        |
| 15     | 364Y   | 4    | ノーマルホール （放送では、さんまとキャディーさんの会話を放送） | 不明                        | 不明                        | 不明                        |
| 16     | 391Y   | 4    | 左利き用パター使用ホール | 5                           | 5                           | 6                           |
| 17     | 132Y   | 3    | ケイマンボール使用ホール ケイマンボールは、飛ばないボール | 4                           | 6                           | 4                           |
| 18     | 517Y   | 5    | ノーマルホール | 9                           | 5                           | 7                           |

総合成績
1位：たけし（44オーバー）、2位：さんま（44オーバー）、3位：タモリ（57オーバー）
18ホールを終わって、たけしとさんまが同スコアであったため、じゃんけんで優勝を決めた。
たけしがじゃんけんに勝ち優勝、さんまは10回の中で最も優勝に近づいた年であったがじゃんけんに負けて逃した。
この年の優勝者はたけし。タモリがこの大会以降、一年間のゴルフ決別宣言を行い、翌年は開催されず。

### 第3回（1991年）『タモリ・たけし・さんまBIG3世紀のゴルフマッチ』
この年も打数の少なさで競うが、オープニングトークでタモリが「ハンデは無しで良い」との発言により、設定されず。
| ホール | ヤード | パー | コース内容 | タモリ打数 （ペナルティー） | たけし打数 （ペナルティー） | さんま打数 （ペナルティー） |
| ------ | ------ | ---- | --- | --------------------------- | --------------------------- | --------------------------- |
| 1      | 400Y   | 4    | ノーマルホール | 5                           | 7                           | 7                           |
| 2      | 172Y   | 3    | 変則カップホール カップがボールより4mm大きいだけのホール（全員2オン） （開始前、1ホールの結果を見た逸見から「タモリさんがボギー。あとの二人はトリプル（ボギー）。どないなってまんねん、これは!」と注意される。）                                          | 5                           | 5                           | 4                           |
| 3      | 477Y   | 5    | 変わりドライバー&ヘナヘナパターホール 第1打はじゃんけんの結果で使用するドライバーが決定 （タモリ：グリップが異様に太い、たけし：グリップがシャフトのまま、さんま：自分のドライバー） グリーンのみシャフトがヘナヘナのパターを使用、その結果空振りが続出。 | 17                          | 9                           | 16                          |
| 4      | 490Y   | 5    | 変則シューズホール ティーショットのみクジ引きでゴルフシューズを選択。 （タモリ：厚底シューズ、たけし：前上がりシューズ、さんま：前下がりシューズ） | 6                           | 10                          | 8                           |
| 5      | 126Y   | 3    | 仮装ホール クジ引きで使用する更衣室を決め、用意された衣装に着替えてプレー。 （タモリ：タキシード、たけし：褞袍、さんま：レトロな男性用水着） | 4                           | 4                           | 4                           |
| 6      | 395Y   | 4    | 英語禁止ホール 開始直後、逸見の「英語禁止、いいですね?」の問いにたけしが「sure」と回答。 | 6 （1ペナ）                 | 5 （6ペナ）                 | 5 （11ペナ）                |
| 7      | 407Y   | 4    | ホールアウトまでのクラブの組立てを最初に決めるも、実際は組み立てた逆の順番のクラブで打たなければならない変則ルール。 4打目以降はホールアウトまで全てドライバーでプレーする。                                                                              | 7                           | 6                           | 10                          |
| 8      | 140Y   | 3    | ホールインワン&日本語禁止ホール ホールインワン賞は賞金3000万円。 タモリが「本当に用意してるんでしょうね?」と疑うも、逸見は「用意してます。（小切手を）横澤さんが持ってる」と返答した。                                                                    | 4 （2ペナ）                 | 6 （13ペナ）                | 5 （25ペナ）                |
| 9      | 300Y   | 4    | ノーマルホール | 9                           | 6                           | 6                           |

総合成績
1位：タモリ（30オーバー）、2位：たけし（41オーバー）、3位：さんま（65オーバー）

### 第4回（1992年）『タモリ・たけし・さんまBIG3世紀のゴルフマッチ』
| ホール | ヤード | パー | コース内容 | タモリ打数 （ペナルティー） | たけし打数 （ペナルティー） | さんま打数 （ペナルティー） |
| ------ | ------ | ---- | --- | --------------------------- | --------------------------- | --------------------------- |
| 1      | 361Y   | 4    | ノーマルホール | 5                           | 5                           | 6                           |
| 2      | 563Y   | 5    | テープ使用ホール 指定されたカセットテープを聴きながらティーショット （タモリ：赤ん坊の泣き声、たけし：ツービートの漫才、さんま：よさこい節） | 6                           | 5                           | 8                           |
| 3      | 465Y   | 5    | 変則パターホール グリーン上で両手パターおよび鉛入りのボールを使ってプレイ。 | 6                           | 7                           | 6                           |
| 4      | 344Y   | 4    | ノーマルホール（ティーショット前の会話のみ） | 7                           | 6                           | 5                           |
| 5      | 166Y   | 3    | 日本語禁止ホール 開始直後、さんまがペナルティを増やしていく際に「外人でも『あー』って言うやろ!?思い切って言うけども…」と逸見に発言、さんまの主張の長さを逸見の独断で3ペナが一気に追加される。 | 5 （2ペナ）                 | 5 （7ペナ）                 | 4 （16ペナ）                |
| 6      | 407Y   | 4    | 英語禁止ホール スタート前、さんまが前ホールの日本語禁止ホールにて「隣のホールから球が飛んできて『危ない』と言うのもダメなのか」と逸見に正当防衛を主張するも、「当然ですよ。日本語禁止ホールなんだもの。」とあっさり却下される。 たけしがグリーンで「大橋巨泉ギフトショップ」と発言、9ペナ目を受け、タモリから呆れられる。                                  | 5 （3ペナ）                 | 7 （9ペナ）                 | 5 （20ペナ）                |
| 7      | 161Y   | 3    | ホールインワンチャレンジ ホールインワン賞は賞金4000万円。しかしタモリは「本当に用意してるんでしょうね?現ナマで見せて下さい!!」とかなり強い口調で疑っていた。 回転椅子で15回転したのち、特別に敷いた芝生の上で10秒以内にティーショット。 しかしタモリは1打目をカメラマンに直撃させ、たけしは椅子から振り落とされ、さんまはOBとなり全員が2回連続で回転した。 | 5                           | 9                           | 6                           |
| 8      | 295Y   | 4    | 1個700gのウェイトをリストバンド状にし、3個を指定された腕に装着してプレーする。 （ピンク3個：右手（たけし）、水色3個：左手（タモリ）、黄色6個：両手に3個ずつ（さんま）） 結果、コントロールが利かなくなったさんまは17打も打たされる羽目に。 | 5                           | 6                           | 17                          |
| 9      | 471Y   | 5    | ノーマルホール | 6                           | 6                           | 6                           |

総合成績
1位：タモリ（18オーバー）、2位：たけし（35オーバー）、3位：さんま（62オーバー）

### 第5回（1993年）『タモリ・たけし・さんまBIG3世紀のゴルフマッチ』
この年、たけしが集合時刻に大遅刻してオープニングに間に合わず。最初のホールでペナルティーとして5打追加される事態となった。日本語禁止ホールは行われていない。同年12月に逸見が逝去。
| ホール | ヤード | パー | コース内容 | タモリ打数 （ペナルティー） | たけし打数 （ペナルティー） | さんま打数 （ペナルティー） |
| ------ | ------ | ---- | --- | --------------------------- | --------------------------- | --------------------------- |
| 10     | 370Y   | 4    | ノーマルホール | 5                           | 11                          | 5                           |
| 11     | 367Y   | 4    | 変則クラブホール （タモリ：女性用、たけし：左利き用、さんま：子供用） | 8                           | 11                          | 8                           |
| 12     | 182Y   | 3    | ミニパターホール シャフトが極端に短く、それぞれ以下のパターを使用。 （タモリ：ヘッドが極端に大きい、たけし：ヘッドはノーマル、さんま：ヘッドが極端に小さい）                                                                                        | 5                           | 4                           | 6                           |
| 13     | 456Y   | 5    | テープ使用ホール ティーショットからホールアウトまで、指定されたテープを聞きながらプレーする。 （タモリ：北海盆唄、たけし：マンボ、さんま：サンバ） しかし全員音楽には強くプレーに影響がほとんど出ず、この企画は大失敗に終わる。                     | 6                           | 7                           | 6                           |
| 14     | 327Y   | 4    | 英語禁止ホール たけしが突然「ホワイ」と発言。逸見から指摘され、誤魔化そうとするも「『ハワイ』と言ったんだ」と発言し、ペナルティを受ける。 プレーの随所で「トド撃ちトリオ」が登場するも、たけし・さんまは『トリオ』と発言してペナルティーを受ける。  | 5 （0ペナ）                 | 4 （10ペナ）                | 5 （9ペナ）                 |
| 15     | 553Y   | 5    | ノーマルホール（ティーショットのみ放送） | 6                           | 5                           | 6                           |
| 16     | 354Y   | 4    | ゲートボール用スティック使用ホール 打数に関係なく早い者勝ちとされるも、全員がホールを走り回らされる羽目になる。 結果さんまが1位で0ペナ、たけしが2位で10ペナ、タモリが3位で20ペナとなり、さんまが暫定1位になる。                                     | 不明                        | 不明                        | 不明                        |
| 17     | 135Y   | 3    | ホールインワンチャレンジ ホールインワン賞は賞金5000万円。ただしフェイクばかりで、本当のカップがどこにあるか分からない。 | 4                           | 5                           | 7                           |
| 18     | 528Y   | 5    | 回転椅子ホール 前年のホールインワンホールで用いた回転椅子を使用し、15回転してから10秒以内にティーショット。 ホールアウトまでの間に「気持ち悪い」を1回言う度に1ペナ、特別に敷いた芝生の外に出たら1ペナ、嘔吐したら10ペナと厳しいルールが適用された。 | 不明                        | 不明                        | 不明                        |

総合成績
1位：タモリ（36オーバー）、2位：さんま（50オーバー）、3位：たけし（64オーバー）

### 第6回（1994年）『タモリ・たけし・さんまBIG3世紀のゴルフマッチ』
前年12月に逸見が逝去したため、この年以降の司会進行が川端健嗣に変更。この年から得点制が導入される。各ホール1位：5点、2位：3点、3位：1点。さらにバーディーで5点。パーで3点加算される。INの9ホール（10～18番）が使用された。
| ホール | ヤード | パー | コース内容 | タモリポイント （ペナルティー） | たけしポイント （ペナルティー） | さんまポイント （ペナルティー） |
| ------ | ------ | ---- | --- | ------------------------------- | ------------------------------- | ------------------------------- |
| 10     | 353Y   | 4    | ノーマルホール | 5                               | 3                               | 1                               |
| 11     | 514Y   | 5    | 変則クラブホール ホールアウトまで小学生用クラブを使用する。                                                                           | 5                               | 3                               | 1                               |
| 12     | 390Y   | 4    | ワンクラブマッチ | 不明                            | 不明                            | 不明                            |
| 13     | 497Y   | 5    | ノーマルホール | 不明                            | 不明                            | 不明                            |
| 14     | 163Y   | 3    | ホールインワンチャレンジ ホールインワン賞は賞金6000万円。ホールインワン賞が出ない場合はニアピン賞が用意され、タモリがニアピン賞獲得。 | 3                               | 1                               | 5+3（パー）                     |
| 15     | 396Y   | 4    | 英語禁止ホール | 5                               | 3                               | 3                               |
| 16     | 372Y   | 4    | ドラコン賞 たけしが唯一フェアウェイに乗せ、ドラコン賞獲得。                                                                           | 3                               | 5                               | 5                               |
| 17     | 160Y   | 3    | 嘆きの言葉禁止ホール 自分のプレイで嘆くと1ペナ。他人のプレイでの嘆きはセーフ。                                                        | 5+3（パー）                     | 3                               | 1                               |
| 18     | 528Y   | 5    | ノーマルホール | 5+3（パー）                     | 3                               | 1                               |

総合成績
1位：タモリ（45点）、2位：たけし（29点）、3位：さんま（28点）

### 第7回（1996年）『タモリ・たけし・さんまBIG3世紀のゴルフマッチ』
| ホール | ヤード | パー | コース内容 | タモリポイント （ペナルティー） | たけしポイント （ペナルティー）    | さんまポイント （ペナルティー） |
| ------ | ------ | ---- | --- | ------------------------------- | ---------------------------------- | ------------------------------- |
| 1      | 594Y   | 5    | ノーマルホール | 1                               | 5                                  | 3                               |
| 2      | 477Y   | 5    | 変則パターホール グリーン上ではシャフトがしなる変則パターを使用。 | 5                               | 3                                  | 1                               |
| 3      | 340Y   | 4    | 変則シューズホール ティーショットのみクジ引きでゴルフシューズを選択。第3回と同じ結果になった。 （タモリ：厚底シューズ、たけし：前上がりシューズ、さんま：前下がりシューズ） | 1                               | 3                                  | 5                               |
| 4      | 126Y   | 3    | ホールインワンチャレンジ ホールインワン賞は賞金7000万円。ただし、カップの周りに人工の山が置かれていた。                                                                     | 1                               | 5                                  | 3                               |
| 5      | 395Y   | 4    | 変則パターホール グリーン上ではおもりがついたパターを使用。おもりの重さはさんまが1kg、たけしが3kg、タモリが5kg。                                                            | 5                               | 1                                  | 3                               |
| 6      | 315Y   | 4    | ノーマルホール | 3                               | 3                                  | 5                               |
| 7      | 376Y   | 4    | 英語禁止ホール 初めは本人のみ英語禁止だったが、途中からたけしの提案でキャディも英語禁止となった。                                                                           | 5 （0ペナ）                     | 1 （合計13ペナ） （キャディ1ペナ） | 3 （13ペナ）                    |
| 8      | 140Y   | 3    | 変則ボールホール 飛ばないボールを使用。 タモリは3番アイアンで1オン、さんまはグリーンエッジから直接カップインしナイスショットを披露。                                        | 5                               | 3                                  | 5                               |
| 9      | 323Y   | 4    | ノーマルホール | 5                               | 3                                  | 1                               |

総合成績
1位：タモリ（31点）、2位：さんま（29点）、3位：たけし（27点）

### 第8回（1997年）『タモリ・たけし・さんまBIG3世紀のゴルフマッチ』
| ホール | ヤード | パー | コース内容 | タモリポイント （ペナルティー）   | たけしポイント （ペナルティー）    | さんまポイント （ペナルティー） |
| ------ | ------ | ---- | --- | --------------------------------- | ---------------------------------- | ------------------------------- |
| 1      | 489Y   | 5    | ノーマルホール | 3                                 | 1                                  | 5+3（パー）                     |
| 2      | 396Y   | 4    | 変則パターホール グリーン上では直角に曲がった変則パターを使用。 | 3                                 | 5                                  | 1                               |
| 3      | 329Y   | 4    | ドラコンホール ドラコン賞は10万円。ティーショットは子供用のプールに浮かぶボールを使ってショット。 たけしのみナイスショットだったがフェアウェイまで届かず、ドラコン賞ならず。 | 1                                 | 5                                  | 5                               |
| 4      | 408Y   | 4    | ノーマルホール | 5+3（パー）                       | 1                                  | 3                               |
| 5      | 154Y   | 3    | ホールインワンチャレンジ ホールインワン賞は賞金8000万円。ただし、カップの周りに鉄のバーが回転して邪魔をしていた。 なかなか入らないため、順位はギブアップ順となった。         | 5                                 | 3                                  | 1                               |
| 6      | 333Y   | 4    | 英語禁止ホール 本人とキャディが英語禁止。 | 5 （合計3ペナ） （キャディ2ペナ） | 3 （合計10ペナ） （キャディ4ペナ） | 1 （本人のみ12ペナ）            |
| 7      | 不明   | 不明 | ワンクラブマッチ（放送なし） | 5                                 | 1                                  | 5                               |
| 8      | 461Y   | 5    | 自分が選んだお面をつけてショット。 （タモリ：ゴリラ、たけし：ニワトリ、さんま：馬）                                                                                          | 5                                 | 1                                  | 5                               |
| 9      | 359Y   | 4    | 回転椅子ホール 回転椅子を使用し、15回転してから10秒以内にティーショット。 | 5                                 | 3                                  | 1                               |

総合成績
1位：タモリ（40点）、2位：さんま（30点）、3位：たけし（23点）

### 第9回（1998年）『タモリ・たけし・さんまBIG3世紀のゴルフマッチ'98』
この年から得点はボギーで1点が加算されるようになった。
| ホール | ヤード | パー | コース内容 | タモリポイント （ペナルティー）   | たけしポイント （ペナルティー）   | さんまポイント （ペナルティー）    |
| ------ | ------ | ---- | --- | --------------------------------- | --------------------------------- | ---------------------------------- |
| 1      | 312Y   | 4    | ノーマルホール | 1                                 | 5+1（ボギー）                     | 5+1（ボギー）                      |
| 2      | 137Y   | 3    | ホールインワンチャレンジ ホールインワン賞は100万円に下がったが、グリーン上にカップが10箇所あり、どこに入れてもOK。 しかしティーショットは誰もグリーンに乗らなかった。                | 1                                 | 5+1（ボギー）                     | 5+1（ボギー）                      |
| 3      | 329Y   | 4    | 仲良し3人ホール ティーショットは通常通りだが、それ以降は1本のロープに3人が入る。 打つ方に対し後ろの2人がロープを使ってショットの邪魔をする。グリーンではロープの間隔がさらに縮まる。 | 3+1（ボギー）                     | 5+3（パー）                       | 3+1（ボギー）                      |
| 4      | 363Y   | 4    | 反省禁止風船ホール ホールアウトまでクラブに風船をつけてショット。ミスショットして反省してしまうと1ペナ。                                                                             | 5                                 | 3                                 | 1（ギブアップ）                    |
| 5      | 130Y   | 3    | ティンカップをこえろホール 映画『ティン・カップ』の中でシャベルなどを使ってボールを打ったエピソードに因み、フライパンやしゃもじ等でショット。                                        | 5（8打）                          | 3（12打）                         | 1（22打）                          |
| 6      | 485Y   | 5    | 英語禁止ホール 本人とキャディが英語禁止。さんまの誘導でタモリのキャディに英語を言わせてたけしを手助けした。                                                                          | 3 （合計5ペナ） （キャディ3ペナ） | 5 （合計4ペナ） （キャディ1ペナ） | 1 （合計35ペナ） （キャディ1ペナ） |
| 7      | 345Y   | 4    | パタパタモグラカップ グリーン上ではカップにふたが取り付けてあり、ふたが周期的に上下に移動。                                                                                          | 5+1（ボギー）                     | 1                                 | 3                                  |
| 8      | 316Y   | 4    | 変則パターホール グリーン上ではグリップが大きいパターを使用。 | 3                                 | 1                                 | 5                                  |
| 9      | 549Y   | 5    | ドラコンホール 企画を用意していたが、得点が拮抗していたため真剣勝負を行うことになった。 ドラコン賞は10万円。しかしティーショットは全員がOB。                                         | 1                                 | 3                                 | 5                                  |

総合成績
1位：たけし（36点）、2位：さんま（32点）、3位：タモリ（29点）

### 第10回（1999年）『タモリ・たけし・さんまBIG3世紀のゴルフマッチ'99』
この年のみ全8ホールで行われ、5番ホール以外すべてたけしがビリであった。
| ホール | ヤード | パー | コース内容 | タモリポイント （ペナルティー） | たけしポイント （ペナルティー）   | さんまポイント （ペナルティー） |
| ------ | ------ | ---- | --- | ------------------------------- | --------------------------------- | ------------------------------- |
| 1      | 396Y   | 4    | ノーマルホール | 3                               | 1                                 | 5+1（ボギー）                   |
| 2      | 536Y   | 5    | 祝10周年記念ホール ティーグランドには「祝」「10」「周」「年」「記」「念」と書かれた6枚の看板があり、ショットを邪魔する。 グリーンの周りにはパチンコ屋の開店でもおなじみの花輪が置かれた。 ティーショットはタモリ、さんまが1回でクリアしたため、もう少しで企画倒れになるところだったが、たけしは失敗した。 | 5+3（パー）                     | 1                                 | 3                               |
| 3      | 180Y   | 3    | 人生どちらに転ぶかわからないホール グリーンに乗るまではノーマルボール。グリーン上からはパターで打ってもまっすぐ転がらないボールを使用。 | 3                               | 1                                 | 5                               |
| 4      | 397Y   | 4    | BIG3ゴルフクラブ選択会議 ショット毎に輪投げでクラブを決定。「B」「I」「G」「3」「10」「周」「年」「記」「念」と書かれた棒があり、 宣言した位置に輪が入れば希望のクラブ・ウッドを、宣言した以外の位置に輪が入るか台上に残ればすべてパター、 台から落ちればフライパンで打つことに。                         | 5（8打）                        | 1（11打）                         | 3（10打）                       |
| 5      | 120Y   | 3    | ホールインワンチャレンジ ホールインワン賞は賞金100万円。昨年と同様に穴は10個。さらに全員10球打つ（5球ずつ前後半に分けて順番に打つ）。 達成者はいなかったが全員バーディーとなった。 | 5+5（バーディー）               | 5+5（バーディー）                 | 5+5（バーディー）               |
| 6      | 345Y   | 4    | 恒例!英語禁止ホール 本人とキャディに加え、マネージャー・付き人・運転手の誰か1人が英語禁止。 | 5+3（パー） （付き人1ペナのみ） | 1 （合計9ペナ） （キャディ3ペナ） | 3 （本人9ペナのみ）             |
| 7      | 390Y   | 4    | 若貴兄弟早く仲良くなってねホール 3人が力士の着ぐるみを着てプレーする。 だがティーショットで体力を使い果たしてしまい、一番ボールが飛んださんまが1位、OBを出したたけしが3位。 | 3                               | 1                                 | 5                               |
| 8      | 600Y   | 5    | ノーマルホール | 3                               | 1                                 | 5+1（ボギー）                   |

総合成績
1位：タモリ（43点）、2位：さんま（41点）、3位：たけし（17点）

## 各回の放送時間・総合優勝者など
| 放送回数 | 番組タイトル                                      | 放送日       | 放送時間                  | 歴代優勝者   | 会場                                                |
| --- | ------------------------------------------------- | ------------ | ------------------------- | ------------ | --------------------------------------------------- |
| 第1回 | タモリ・たけし・さんま BIG3 ゴルフマッチ          | 1988年1月3日 | 10:00〜12:30（2時間30分） | タモリ       | 東京国際ゴルフ倶楽部 （東京都町田市）               |
| 第2回 | タモリ・たけし・さんま 世紀のゴルフマッチ         | 1989年1月3日 | 10:00〜13:00（3時間）     | ビートたけし | 鳩山カントリークラブ （埼玉県鳩山町）               |
| 第3回 | タモリ・たけし・さんま BIG3 世紀のゴルフマッチ    | 1991年1月1日 | 15:00〜17:15（2時間15分） | タモリ       | 箱根湖畔ゴルフコース （神奈川県箱根町）             |
| 第4回 | タモリ・たけし・さんま BIG3 世紀のゴルフマッチ    | 1992年1月1日 | 15:00〜17:15（2時間15分） | タモリ       | 大箱根カントリークラブ （神奈川県箱根町）           |
| 第5回 | タモリ・たけし・さんま BIG3 世紀のゴルフマッチ    | 1993年1月1日 | 15:00〜17:15（2時間15分） | タモリ       | 大箱根カントリークラブ （神奈川県箱根町）           |
| 第6回 | タモリ・たけし・さんま BIG3 世紀のゴルフマッチ    | 1994年1月1日 | 15:00〜17:15（2時間15分） | タモリ       | セゴビアゴルフクラブ イン チヨダ （茨城県千代田町） |
| 第7回 | タモリ・たけし・さんま BIG3 世紀のゴルフマッチ    | 1996年1月1日 | 13:30〜15:55（2時間25分） | タモリ       | 箱根湖畔ゴルフコース                                |
| 第8回 | タモリ・たけし・さんま BIG3 世紀のゴルフマッチ    | 1997年1月1日 | 17:00〜19:00（2時間）     | タモリ       | ザ プリビレッジゴルフクラブ （千葉県成田市）        |
| 第9回 | タモリ・たけし・さんま BIG3 世紀のゴルフマッチ'98 | 1998年1月1日 | 17:00〜19:00（2時間）     | ビートたけし | サンコー72カントリークラブ （群馬県吉井町）         |
| 第10回 | タモリ・たけし・さんま BIG3 世紀のゴルフマッチ'99 | 1999年1月1日 | 16:30〜18:30（2時間）     | タモリ       | 平成倶楽部 鉢形城コース （埼玉県寄居町）            |
| - 1 1990年・1995年度は放送はされていない。合計10回放送。 - 2 上記の放送時間はすべて（JST）。 - 3 会場名および所在地はすべて当時。 |                                                   |              |                           |              |                                                     |

## その他エピソード

### 英語・日本語禁止ホール
- 「英語禁止ホール」については、第1回目では本当に全ての英語が使用禁止だった。そのためキャディに関しては「そこの姉ちゃん」などと呼んでいたが、これが視聴者からマナー上の問題があるとの指摘が寄せられたため、第2回目から特例で許可されるようになった。一方、「日本語禁止ホール」は日本語以外が使用可能のため、タモリの得意技であるニセ外国語が飛び交っていた。
- 第6回から得点制が導入されているが、これは英語禁止ホールや日本語禁止ホールで、タモリとたけし・さんまの差が大きく開くことで、総合結果でタモリが圧倒的優位に立ってしまうことから導入されたルールである。

### その他のルール
- 第1回から行われていた「ホールインワンチャレンジ」では、ホールインワンに成功すれば高額な賞金が与えられたが、3人とも一度も成功しなかった。賞金の額は毎回異なり、第8回までは最低でも1000万円以上に設定され、第8回の8000万円が最高額となっていたが、第9回からは100万円に減額された。この賞金の額についてはタモリが逸見に「本当に用意してるんでしょうね?現ナマ（現金）で見せて下さい!」とかなり強い口調で疑っていた。
- 1位は「優勝」、2位は「真ん中賞」、3位は「ブービーメーカー賞」と言われていたが、実施年によっては3位をブービーメーカー賞と呼ばす、普通に「第3位」と表現した回もある。参加賞・真ん中賞の商品としては、からくり時計や電波時計などといった時計が贈られることが多かった。さんまがからくり時計をもらったときは、「今夜は私をからくり時計」というのが定番であった。電波時計は放送当時では珍しいもので、商品提供していたマルマンプロダクツの宣伝文句である「10万年に1秒しかずれない」というアナウンスに対してはすかさず突っ込みが入った。

### 交友関係など
- 逸見が生前に「さんまのまんま」へ出演した際に、番組の司会を担当する裏話がさんまから暴露された。タモリがゴルフとの一年間の決別を宣言したことで1990年の放送は無かったが、1991年の正月にて2年ぶりに復活することが決定した際、その話を聞いた逸見は新宿区河田町にあったフジテレビ旧社屋の廊下でプロデューサーの横澤彪を見かけると、突然近寄って「あの3人（BIG3）を仕切れるのは私しか居ないと思います」と言ったという。
- タモリとさんまは通常のゴルフウェアで参加するが、1996年から1999年の回においては、たけしのみ普通の衣装ではなく、かつてのフジテレビの自身のレギュラー番組「オレたちひょうきん族」のキャラクターである鬼瓦権造のコスプレで出演していた。また、さんまは当時著名なプロゴルファー（フィル・ミケルソンなど）と同じモデルのゴルフクラブを持ってくるのがお決まりとなっていた。
- 1991年と1992年に、ダウンタウンとウッチャンナンチャンが「リトル4」と称してゴルフで競う番組が放送された。しかし当時の4人のゴルフの腕前は素人同然で、BIG3では司会を担当していた逸見の趣味がゴルフだったこともあってゴルフ番組的要素が強かったのに対し、リトル4の番組では4人の下手さを楽しむバラエティ番組としての要素が強かった。優勝したのは浜田雅功だが、この番組ではそれぞれ芸能界のゴルフ通から各自手解きを受け、その様子も放送されている。（浜田：明石家さんま、松本人志：和田アキ子、内村光良：笑福亭鶴瓶、南原清隆：武田鉄矢）。

### その他
- 第10回の放送でたけしが最下位を独走中の時、「来年は止めよっかな～」と発言した。当然ジョークだったが、実際にはこの第10回が最後となってしまった。なお、この発言が影響して放送が終了したわけではない。
- 1996年の回では、オープニングにおいて司会の川端曰く「アメリカに住む日本人からBIG3をぜひ見たいという要望がフジテレビに多数寄せられた」そうであり、放送局は不明だが日米同時放送も実現した。
- タイトルのロゴは、番組最終期である1997年から1999年にかけてはカラフルなものだったが、放送されなかった1990年と1995年を除いた他の年は赤一色のシンプルなものだった。
- 2018年12月22日フジテレビ系で放送された「出川と爆問田中と岡村のスモール3」では、お笑い界の「ビッグ3」に続けとばかりに、身長160cm以下のお笑い芸人が「スモール3」を結成。出川哲朗、田中裕二（爆笑問題）、岡村隆史（ナインティナイン）が様々な企画に挑戦し、ZOZOTOWN社長の前澤友作と共にゴルフ企画を行った。
- 2024年10月2日に同局系で放送された特番『小泉孝太郎&ムロツヨシ 自由気ままに2人旅 第6弾後編』内で小泉孝太郎&谷まりあ、ムロツヨシ&イ・ボミ（女子プロゴルファー）の2組よるゴルフ対決企画（計3ホール）が行われ、第2ホールで英語禁止ルールが適用された。

## 2000年度以後の元日夕方枠
| 年度   | 番組名 | 備考 |
| ------ | --- | --- |
| 2000年 | ワールドカウントダウンスーパースペシャル24時間まるごとライブLOVE LOVE2000～世界中の子供たちに僕らが愛でできること | - 同時間帯には『珍賀新年!プロ野球珍プレー2000』を放送。                                                            |
| 2001年 | 新春大売り出し! さんまのまんま                                                                                    | - さんまが司会を務めるトーク番組に出演。 - このスペシャル放送回にはタモリもゲスト出演をした。                      |
| 2002年 | めちゃ×2イケてるッ! 今年も笑いで世界平和頑張れ NYスペシャル                                                       | - 16:15〜18:15（JST）に放送（ローカル放送枠扱い）。 - 「今年で30しっとるケ!?ガオーッスペシャル!!」の再放送を放送。 |
| 2003年 | 最強運芸能人決定戦。                                                                                              | |
| 2004年 | ワンナイR&R | |
| 2005年 | さんタク | - さんまが木村拓哉（SMAP）と出演。 - 事実上の番組『あいのり外伝』（1月3日夕方に放送）。                            |
| 2006年 | 最強運芸能人決定戦。                                                                                              | |
| 2007年 | 第40回初詣!爆笑ヒットパレード2007                                                                                 | - 早朝5:00から生放送の長時間番組。                                                                                 |
| 2008年 | 第41回初詣!爆笑ヒットパレード2008                                                                                 | |
| 2009年 | 新春お笑い大賞2009                                                                                                | - 16:40〜18:30（JST）に放送。 - OTVなど一部ネット局は除く。                                                        |
| 2010年 | 第43回初詣!爆笑ヒットパレード2010フジテレビ開局50周年記念番組 新春かくし芸大会 FOREVER                            | |
| 2011年 | 鶴瓶大新年会2011ペケポン 元旦4番勝負たけしVSピン子VS宮根VSマツコ・デラックスも参戦SP                              | - たけしが『ペケポンSP』に参戦していた。                                                                           |
| 2012年 | さんタクペケポン 元日3時間SP                                                                                      | - たけしが『ペケポンSP』に参戦していた。                                                                           |
| 2013年 | さんタクほこ×たて 元日5時間超SP 史上最大の頂上決戦8連発!!                                                         | |
| 2014年 | さんタクさまぁ〜ず&堀内健の正月なのにさまぁ〜ホリDAY芸能人が認めた100人                                           | |

## スタッフ

### 1999年（第10回）時点
- 構成：大岩賞介、詩村博史
- ＴＤ（テクニカルディレクター）：岩沢忠夫
- カメラ：藤江雅和
- ＶＥ（ビデオエンジニア）：斉藤雄一
- 音声：篠良一
- 美術プロデューサー：重松照英、小須田和彦
- デザイン：山本修身
- 美術進行：吉田敬
- 編集：今井克彦、轟禎治（二人共にD-Craft ※元IMAGICA所属）
- ＭＡ（マルチオーディオ）：石川英男（IMAGICA）
- 音響効果：中村友美（3×7）
- ディレクター：佐々木宗彦・笠井雅旭（フジテレビ）
- 演出：三宅恵介（フジテレビ・以前はプロデューサー）
- プロデューサー：加茂裕治（フジテレビ、5代目）
- 協力：大箱根カントリークラブ、平成倶楽部（鉢形城コース）
- 衣裳協力：東京23区
- 技術協力：ニユーテレス、IMAGICA、3×7、D-Craft
- 制作協力：田辺エージェンシー（タモリ）、オフィス北野（たけし）、吉本興業（さんま）
- 制作：フジテレビ第二制作部、フジテレビバラエティ制作センター
- 制作著作：フジテレビ

### 歴代スタッフ
- 構成：高橋秀樹、見崎新吾
- 技術：永田正孝・馬場直幸（フジテレビ）
- ＭＡ：植松厳（IMAGICA）
- 音響効果：川嶋明則、石川清、玉井実（OCBプロ）
- ディレクター：山縣慎司、平林長務、秋葉裕三（フジテレビ）
- プロデューサー：横澤彪（初代、第1回 - 第2回） → 山縣慎司（2代目、第3回 - 第6回） → 三宅恵介（3代目、第7回） → 大平司（4代目、第8回 - 第9回）（フジテレビ）
- 技術協力：東通（第1回 - 第9回）、東京フイルム・メート、OCBプロ（第1回 - 第9回）